# Bênção apostólica

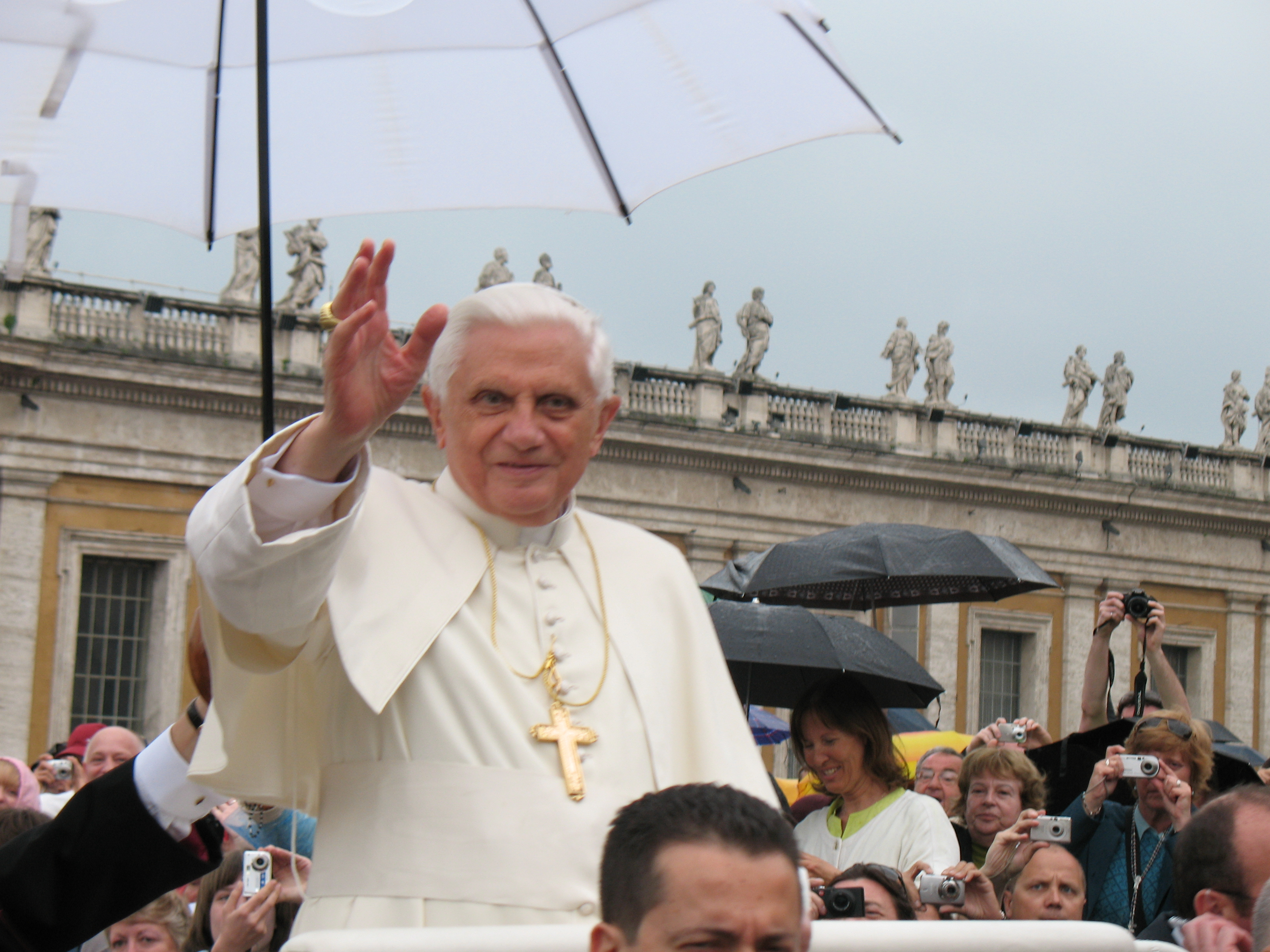
Papa Bento XVI - em Audiência Geral

A bênção apostólica é uma declaração da bênção de Deus sobre a vida daqueles que crêm n'Ele e que se manifesta através da Trindade (Deus Pai, Deus Filho e Deus Espírito Santo). 

## História
Essa bênção é ministrada pelos Sacerdotes a aqueles que estão sob seu pastoreio. Está registrada na Bíblia no livro de 2 Coríntios, capítulo 13, versículo 13 que diz:
«A graça do Senhor Jesus Cristo, e o amor de Deus, e a comunhão do Espírito Santo sejam com todos vós».
Esta é a passagem mais antiga em que aparece uma bênção em nome de Deus (Pai), de Jesus Cristo e d'O Espírito Santo. A comunhão d'O Espírito Santo também pode traduzir-se por «a solidariedade» (ou participação) que O Espírito Santo produz. Em diversos manuscritos aparece no final do versículo: "Amém" (Assim seja).

## Católicos
A Bênção Apostólica pode-se referir, no Catolicismo, à tradicional bênção que o Santo Padre, o papa, invoca sobre todos os que a recebem. Pois ele sendo o Sucessor de Pedro e Vigário de Cristo, tem essa dignidade, segundo a visão da Igreja Católica Apostólica Romana. Pode ser dada, também, em via extraordinária, para outros prelados:
O bispo, na própria diocese, por três vezes ao ano nas festas à sua escolha, mesmo que ele só assistisse à missa.

Os outros altos prelados, mesmo se não fossem bispos, podem desde o começo do seu ministério, dar a benção apostólica com a indulgência, três vezes por ano nos territórios onde exercem seu ministerio, em festas à sua escolha.

A benção è dada no fim das missas em lugar da benção ordinária. A ela refere-se o ato penitencial no começo da celebração eucarística.— Benedizionale, 1955

## Como requerer pelo Vaticano
Para solicitar a benção em documento tipo pergaminho direto do vaticano em vários idiomas, inclusive em português, os fiéis devem enviar formulário de requerência, preenchido com os devidos dados, por fax ou por correio à Esmolaria Apostólica que é a instituição encarregada da confecção do documento.

## Protestantes
No protestantismo, a bênção apostólica é a saudação de 2 Coríntios 13:13, que é usada em várias igrejas para abençoar a congregação no fim da reunião. Não existe nenhuma regra que manda dar a bênção apostólica mas também não existe nenhuma regra que proíbe.
Em geral as seguintes denominações protestantes utilizam a bênção apostólica ao final dos cultos:  Igreja Presbiteriana, Igreja Luterana, Igreja Metodista, Igreja Cristã Evangélica do Brasil, Assembleia de Deus, Igreja Batista, dentre outras denominações.

## Fórmula
Dominus vobiscum.

Et cum spiritu tuo.
Sit nomen Domini benedictum.

Ex hoc nunc et usque in sæculum.
Adjutorium nostrum in nomine Domini.

Qui fecit cælum et terram.
Benedicat vos omnipotens Deus,

Pater, et Filius, et Spiritus Sanctus.

Amen.
| Latim | Português BR |
| --- | --- |
| Dominus vobiscum. Et cum spiritu tuo. Sit nomen Domini benedictum. Ex hoc nunc et usque in sæculum. Adjutorium nostrum in nomine Domini. Qui fecit cælum et terram. Benedicat vos omnipotens Deus, † Pater, et Filius, et Spiritus Sanctus. Amen. | O Senhor esteja convosco. Ele está no meio de nós. Seja bendito o Nome do Senhor. Agora e para sempre. O nosso auxílio está no nome do Senhor. Que fez o Céu e a Terra. Abençoe-vos Deus Todo-Poderoso, † o Pai e o Filho e o Espírito Santo. Amém. |